# Trova

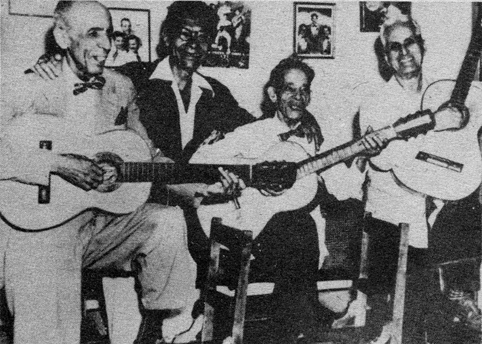
Os Quatro Grandes da Trova

Trova é um poema autônomo de quatro versos em redondilha maior.
Fernando Pessoa considera que "a trova é o vaso de flores que o povo põe à janela de sua alma."
Para Waldir Neves, 
"A Trova é a arte de acomodar o infinito nos limites de um grão de areia."— Waldir Neves
Quando esse gênero literário chegou ao Brasil, trazia o nome de quadra, que assim é ainda chamada em Portugal, mas aqui foi batizada de Trova. O movimento trovadoresco foi moldando o perfil da trova brasileira, incluindo no rol de suas características desejáveis, a simplicidade, a harmonia e a musicalidade, para a qual contribuem a melodia, o ritmo, a cadência métrica e a sonoridade das rimas. Tudo isso unido, dentro da síntese absoluta que o sentido completo exige como característica indispensável, é que distingue a Trova de uma simples estrofe que dá continuidade a um poema.

## Estrutura
Trova é um poema monostrófico (contém uma estrofe apenas) com quatro versos heptassílabos (redondilha maior), sem título, que se completa em seus quatro versos, como nos exemplos a seguir, de Pedro Ornellas:
O acerto, sim, amedronta,

mas creio que estamos quites:

Para os meus erros sem conta

Deus tem perdão sem limites.
A situação tá tão feia,

minha grana tão escassa,

que o vizinho churrasqueia

e eu passo o pão na fumaça.
A trova também é chamada de "quadra" ou "quadrinha", mas esta sinonímia não é perfeita, uma vez que as regras rígidas da trova não se fazem necessariamente na quadra. Entre os atuais cultores desta forma de poema, é preferível o termo "trova" como designativo. 
Há a necessidade de se diferenciar a trova da quadra que compõe um poema maior, uma vez que a trova se completa em si, sem aceitar mais nenhuma estrofe.
O esquema rímico da trova é de rimas alternadas ou cruzadas (ABAB) ou interpoladas (opostas) (ABBA).
Desde a Idade Média chamava-se Trova todo o tipo de poema e canção. Trovador era aquele que fazia a Trova, na maioria das vezes acompanhada de um tipo de violão que na época do Trovadorismo era chamado de Alaúde. Nos dias atuais podemos definir a Trova como uma forma de Poesia com regras rígidas. Assim a definição correta é que a Trova é uma composição poética de quatro versos, ou seja, de quatro linhas, com sete sílabas poéticas cada (sílabas contadas pelo som), com rima e sentido completo. A Trova é um poema autônomo de quatro versos em redondilha maior.
O Escritor Jorge Amado dizia:

Não pode haver criação literária mais popular, que fale mais diretamente ao coração do povo do que a Trova. É através dela que o povo toma contato com a poesia e sente sua força. Por isso mesmo, a Trova e o Trovador são imortais.